# Força Aérea da Eslovénia

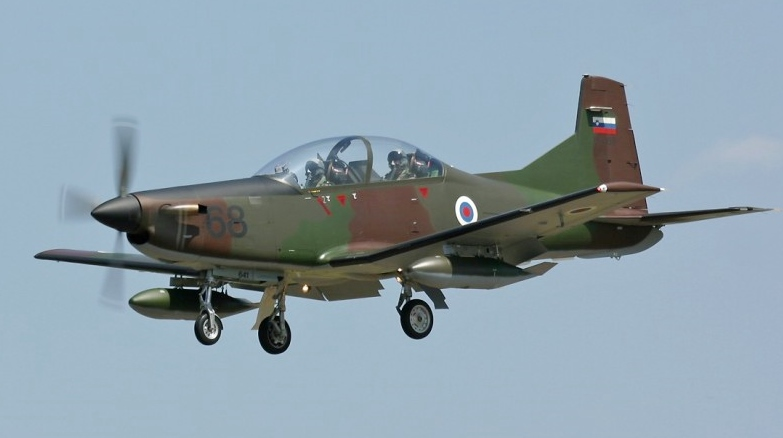
Um PC-9M esloveno.

A Força Aérea da Eslovénia consiste no ramo aéreo da República da Eslovénia. A força aérea presta serviços da segurança aérea, além de prestar suporte técnico em seu país.